# 冒険してもいい頃
『冒険してもいい頃』（ぼうけんしてもいいころ）は、みやすのんきによる日本の漫画、またそれを原作としたOVA、OV。

## 概要
『ビッグコミックスピリッツ』（小学館）において1987年から1989年まで連載された。みやすのんきの作品の中ではもっとも多く単行本が刊行された作品であり、ビッグコミックスより全11巻、バーガーSC（スコラ）より全7巻が刊行され、文庫版がスコラ漫画文庫より全7巻、MF文庫より全7巻が刊行された。また1989年にはOVA化、1993年にはOV化もされている。
掲載は青年誌であるが、内容はAV会社に勤める青年の活躍を描いたお色気ラブコメディで、男性・女性キャラともに露出性が高く、性描写が非常に多い。そのためか、単行本は一般書店でも普通に販売されていたが、ビッグコミックスの表紙・裏表紙には「for ADULT ONLY!!」と表記されており成人向け漫画に準ずる扱いとなっている（当時はゾーニングマークの無い時代であり、あくまで出版社側の自主規制扱い）。

## あらすじ
浪人生の小金井純平は、大学受験を目指していたが、高校時代の先輩に誘われ、心機一転し先輩の勤めるAV会社「アポロ企画」にやってくる。それでも小金井は帰って模擬試験の勉強をしようと引き返そうとするが、扉からアポロ企画の女性監督、若葉美和が現れ、面接に誘われる。小金井はおどおどしながらも面接に受かるが、ポルノ男優という想定外の仕事を背負うことになり、美和の色気に負けてアポロ企画に入社することを決意する。

## 登場人物

### アポロ企画
小金井純平
本作の主人公。弱気で、最初のうちは撮影の際セックスシーンで逃げ出してしまうこともあったが、物語が進むにつれてどんどん成長していき、男優や脚本、監督も務めるようになる。その成長っぷりや、勃起すると20cm以上伸びる巨根に、多くの女性が虜になっている。
若葉美和
本作のメインヒロイン。女性ながらもアポロ企画の監督を務める。小金井からの自分への思いを知りつつも、最初は意気地無しな小金井を嫌っていたが、共に仕事をする中で男らしくなる小金井に魅かれていく。普段はAV女優としては活動しないが、時には演技力を見せつける。
氏木正美
アポロ企画の社長。初登場時38歳。普段は厳しい性格だが、その裏は根っからのロリコンで、かつて若手だった千恵を口説いた経験がある。カラーの入った眼鏡とヒゲ面がトレードマーク。
石川俊男
アポロ企画のビデオエンジニア。小金井の高校時代の先輩で、小金井が高校に入学する6年前に、小金井が所属していた映画研究部を創った人物でもある。天然パーマと眼鏡が特徴。
宇治谷
アポロ企画のカメラマン。
田中
アポロ企画の照明を務めている。棒高跳の経験があり、マイクを持つ際はそれを生かしたテクニックを見せつけた。坊ちゃん刈りのような髪型で、眼鏡をかけている。

### 後にアポロ企画を出ていく人物
志乃原千恵
ギャラの高い人気のAV女優。小金井の初体験の相手で、これを機に小金井はAVに目覚めた。その後は小金井に惚れこんでいき、出会うたびにオーラルセックスやディープキスを行うようになり、美和のライバルとなる。
三上翔子
小金井がポルノ女優のスカウトをする際に自ら申し出た16歳の現役高校生。やがて優しい小金井に魅かれていき、美和のライバルとなるが、美和と共にレズビデオを撮影する際は演技力を見せつけた。

### 他
渋谷正造

## OVA版
1989年から1990年にかけて全3巻がリリース。2007年にはDVDがリリースされた。『やる気まんまん』に続いて2作目となるナック製作のアダルトアニメ(2巻からは一般向けOVA)で、声優には実際のAV女優、音楽には内田裕也を起用している。
1. 初挑戦!AV業界!!（1989年）
2. 青春!燃えてクランクイン！（1990年）
3. アポロ軍団ゲリラ撮影隊参上!（1990年）

### スタッフ（OVA）
- 原作 - みやすのんき
- 企画 - 西野聖市
- 監督 - 落合正宗（第1巻、第3巻）、新田義方（第2巻）
- 脚本 - 山本優（第1巻）、安藤豊弘（第2巻）、島崎シイラ（第3巻）
- 作画監督 - 泉明宏（第1巻）、司馬天（第2巻）、合川無月（第3巻）
- 美術 - 小板橋かよ子
- 音楽プロデューサー - 内田裕也
- 主題歌 - 「Sexy cat -ジーンズを履いた猫」/ PARIS-TEXAS
- 効果 - 片岡陽三（E&Mプランニングセンター）
- アニメーション制作 - ナック
- 販売元 - ジャパンホームビデオ

### 声の出演
- 小金井純平 - 青山宏
- 若葉美和 - 森村あすか
- 氏木正美 - 井口悟
- 石川 - 大泉滉
- 宇治谷 - 宇田一郎
- 田中 - 江川忠
- 金倉 - 尾崎純一（第1巻）
- 警官 - 加藤直樹（第1巻）
- 志ノ原千恵 - 木村保子（第1巻）
- 美那佳子 - 豊丸（第2巻）
- 三上翔子（第2巻）、小川真砂子（第3巻） - 藤沢まりの
- 渋谷正造 - 広田明（第2巻、第3巻）
- 南部大吾（第2巻）、駅長（第3巻） - 山田謙次
- 高村トオル（第2巻）、権藤（第2巻、第3巻） - 井出正太
- ナレーション（第2巻）、車掌（第3巻） - 一色徹
- バーテン - 木村トオル（第3巻）
- 学生 - 中野健（第3巻）

## OV版
1992年、1993年に全2巻がリリース。2008年にはDVDがリリースされた。第1巻、第2巻ともに出演者が大きく異なり、第1巻の主演は飯島愛、第2巻の主演は大原真琴となっている。
1. 冒険してもいい頃（1992年12月19日、ケイエスエス）[1]、（2008年5月23日、ケイエスエス）DVD
2. 冒険してもいい頃 2（1993年5月28日、ケイエスエス）[2]、（2008年6月27日、ケイエスエス）DVD

### スタッフ（OV）
- 監督：小林要
- プロデューサー：石田幸一、佐々木啓
- 企画：西野聖市
- 原作：みやすのんき
- 脚本：井上誠吾、小林要（第2巻）
- 撮影：遠藤政史（第2巻）
- 発売：ココナッツボーイ・プロジェクト
- 販売：日本ソフトシステム

### 出演

#### 第1巻
- 飯島愛
- 野坂なつみ
- 吉岡真由美
- 冴木直
- 深田ミキ
- 武田有造
- 流山児祥

#### 第2巻
- 大原真琴
- 武田有造
- 森下あみい
- 藤本聖名子
- 後藤えり子
- エド山口